# 謝爾巴申齊
49°22′23″N 30°53′21″E / 49.37306°N 30.88917°E
什切爾巴申齊（烏克蘭語：Щербашинці）是位於烏克蘭北部的村莊，由基辅州白采爾克瓦區的梅德文市鎮負責管轄。該村始建於1840年，面積3.8平方公里，海拔高度168米，2001年人口607，人口密度每平方公里159.7人。